# 마이다네크 강제 수용소

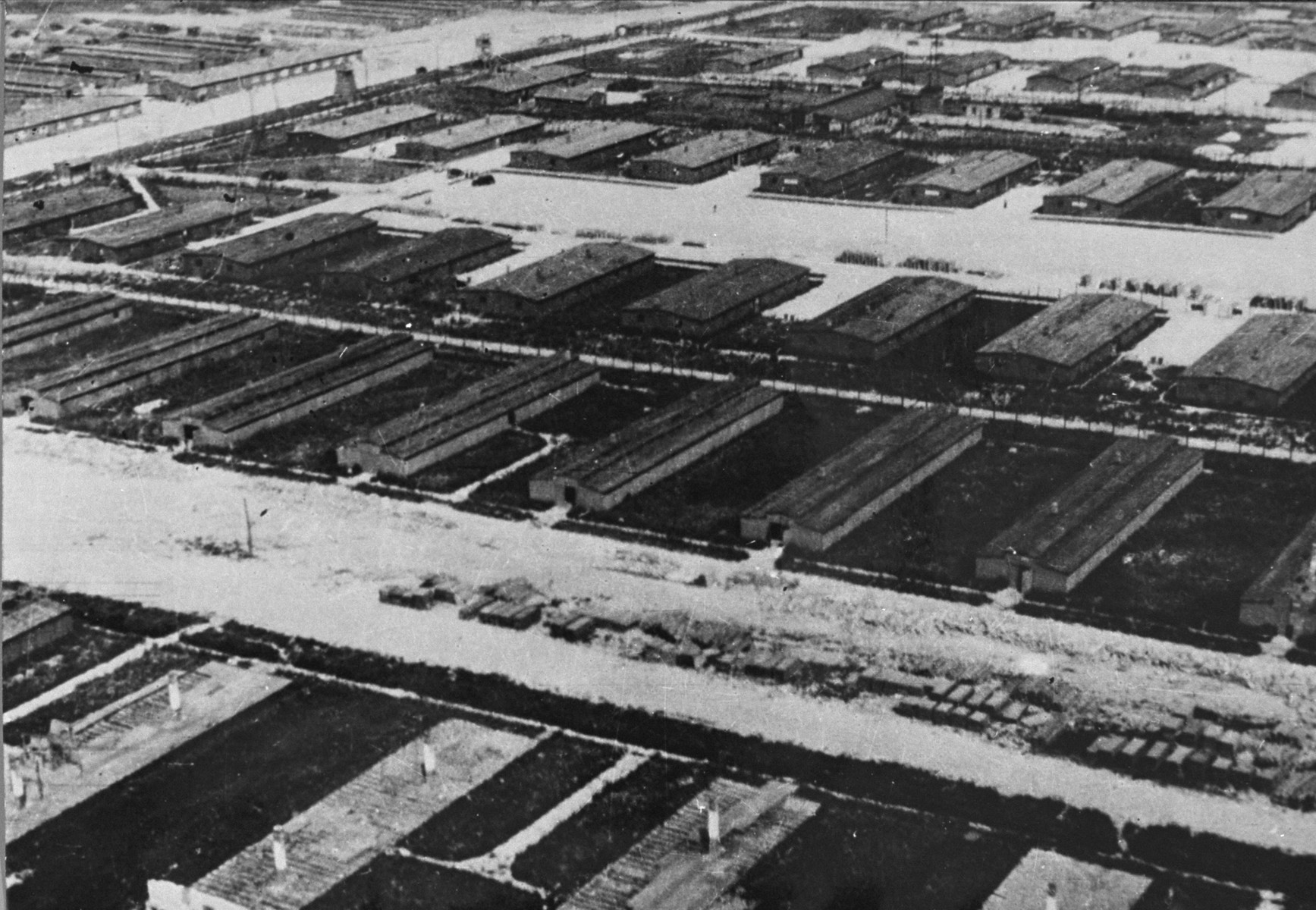
마이다네크의 항공 사진(1944년 6월 24일). 아래부터 해체 중인 막사, 서 있는 굴뚝, 공급 도로를 따라 쌓인 나무 판자, 손상되지 않은 막사다.

마이다네크 강제 수용소(폴란드어: Majdanek) 또는 루블린 강제 수용소(폴란드어: Lublin)는 제2차 세계 대전 중 독일이 폴란드를 점령하는 동안 슈츠슈타펠(SS)이 루블린 외곽에 건설하고 운영한 나치 강제 수용소이자 절멸 수용소였다. 7개의 가스실, 2개의 나무 교수대, 총 227개의 구조물이 있어 나치 강제 수용소 중 가장 큰 규모를 자랑했다. 처음에는 학살보다는 강제 노동을 목적으로 했지만, 모든 폴란드 유대인을 학살하는 계획인 라인하르트 작전 동안 산업적 규모로 사람들을 학살하는 데 사용되었다. 1941년 10월 1일부터 1944년 7월 22일까지 운영되었으며 거의 온전한 채로 폐지되었다. 바그라티온 작전 동안 소련 적군의 급속한 진격으로 SS는 대부분의 인프라를 파괴하지 못했고, 수용소 부사령관인 안톤 테르네스는 전쟁 범죄의 가장 확실한 증거를 제거하지 못했다.
이 수용소는 1941년 지역 주민들에 의해 마이다네크(작은 마이단)이라는 별명이 붙었는데, 이는 루블린의 마이단 타타스키 게토와 인접해 있었기 때문이다. 나치 문서는 처음에 이 수용소를 자금 조달과 운영 방식을 근거로 무장 친위대의 포로 수용소로 설명했다. 1943년 4월 9일, 제국 안보 본부에서 루블린 강제 수용소로 이름을 바꾸었지만, 현지 폴란드 이름이 더 대중적이었다.
1944년 7월 수용소가 해방된 후, 이 장소는 공식적으로 소련의 보호를 받았다. 전쟁이 여전히 치열한 가을에는 박물관으로 보존되었다. 화장실 오븐과 가스실은 대부분 손상되지 않았으며, 나치 독일의 대량 학살 정책을 가장 잘 보여주는 사례로 남아 있다. 오늘날, 마이다네크 국립박물관으로 운영되고 있으며, 이곳에는 희귀한 유물, 보관 사진, 증언이 영구 소장되어 있다.